# Ralf Schulenberg
Ralf Schulenberg, né le 15 août 1949 à Erfurt, est un footballeur est-allemand qui évoluait au poste d'attaquant. 
Il remporte la médaille de bronze aux Jeux olympiques de 1972.